# Gettr
게터(영어: Gettr)는 미국의 사이트다.